# 금지동초등학교
금지동초등학교는 대한민국 전북특별자치도 남원시에 있는 공립 초등학교이다.

## 학교 연혁
- 1947. 03. 22 금지국민학교 용지분교장 개교
- 1949. 12. 15 용정국민학교 설립 인가
- 1966. 09. 28 지동국민학교로 교명 변경
- 1996. 03. 01 금지동초등학교로 교명 변경
- 2012. 03. 01 제22대 반석윤 교장 부임
- 2013. 02. 15 제63회 졸업식(졸업생 총수 4086명)
- 2014. 02. 14 제64회 졸업식(졸업생 총수 4091명)
- 2015. 02. 13 제65회 졸업식(졸업생 총수 4097명)
- 2015. 03. 01 제23대 김홍엽 교장 부임

## 참고 자료
- 금지동초등학교 - 한국교육학술정보원 학교알리미